# Liste der Skigebiete in der Schweiz
Die Liste der Skigebiete in der Schweiz gibt einen Überblick über die Skigebiete in der Schweiz.
Die Langlaufloipen sind in einer separaten Liste aufgeführt: Liste der Langlaufloipen in der Schweiz.

## Geschichte
Obwohl das Skifahren nicht in der Schweiz erfunden wurde, setzte sich das Skifahren in der Schweiz schnell durch, vor allem wegen zahlreicher Winter-Touristen. St. Moritz bezeichnet sich als Geburtsort des Wintertourismus und -sports in den Alpen (1864/65) und gründete 1929 die erste Schweizer Skischule. In Davos entstand 1934 der weltweit erste Skilift moderner Prägung (System Constam).
Der Winter ist von grosser Bedeutung für den Schweizer Tourismus. Die Klimaveränderung und der harte Konkurrenzdruck führen jedoch dazu, dass von den Banken und dem Staat grundsätzlich keine Investitionen mehr in Anlagen für Skigebiete unter 1500 m ü. M. unterstützt werden. Grosse Skigebiete mit einer Starthöhe von 700 m ü. M. wie beispielsweise Kitzbühel in Österreich wären in der Schweiz undenkbar. Der Konzentrationsprozess der Skigebiete führte an mehreren Orten zum Zusammenschluss von Skiregionen, auch über die Landesgrenzen hinweg. Sie werden zum Teil gemeinsam vermarktet und der Einfachheit halber als ein Skigebiet aufgeführt.
Viele Schweizer Skigebiete liegen direkt im Alpenraum. Gletscherskigebiete wie Zermatt (grösstes Ganzjahresskigebiet der Alpen mit 1,41 Mio. Skifahrertagen 2014/2015) bieten während des ganzen Jahres Wintersportmöglichkeiten. Eines der weltgrössten Skigebiete, Les Portes du Soleil mit 204 Liftanlagen und 650 Kilometern Pisten, liegt in der Grenzregion zwischen der Schweiz und Frankreich. Von der Frequenz her folgen nach dem Spitzenreiter Zermatt St. Moritz (mit 1,12 Mio. Skifahrertagen), Adelboden-Lenk (1,1 Mio.), Les quatre Vallées (1,03 Mio.), Jungfrauregion (0,98 Mio.) und Davos-Klosters (0,94 Mio.). Insgesamt verzeichneten die Schweizer Skigebiete in der Wintersaison 2014/2015 22,6 Mio. Skifahrertage. Seit der Wintersaison 2008/2009 mit 28 Mio. Skifahrertagen mussten die Skiorte Besucherrückgänge von ungefähr 20 Prozent hinnehmen, am stärksten betroffen waren die Kantone Graubünden und Bern. Weniger Rückgänge waren im Wallis zu verzeichnen, während die Zentralschweiz und die Ostschweiz sogar eine leichte Zunahme verzeichnen konnten. Ein Hauptgrund ist, dass Jugendliche heute deutlich weniger Skifahren als frühere Generationen. Trotzdem fahren in der Schweiz immer noch etwa 2,5 Millionen Personen Ski.

## Übersicht über die wichtigsten Schweizer Skigebiete
Gegliedert nach Regionen von West nach Ost, dann nach Grösse der Skigebiete.
Zu den Pisten in Kilometern: Viele Skigebiete geben zu hohe Pistenlängen an. Das hatte schon im Jahr 2013 der Deutsche Kartograph und Journalist Christoph Schrahe festgestellt und bemängelt. Er hat eine Methode und ein Gütesiegel entwickelt, dies zu korrigieren und korrekte Pistenlängen anzugeben.

### WaadtundWallis
| Name                         | Orte im Gebiet                                  | Seehöhe in m | Liftanlagen1 | Pisten in km | Weblink                      |
| ---------------------------- | ----------------------------------------------- | ------------ | ------------ | ------------ | ---------------------------- |
| Les portes du soleil         | Morgins, Champéry, Les Crosets usw.             | 1000–2500    | 114/78/12    | 426          | Les portes du soleil         |
| Verbier – Les quatre vallées | Verbier, Nendaz, Veysonnaz u. a.                | 821–3330     | 50/32/18     | 164          | Verbier – Les quatre vallées |
| Matterhorn ski paradise      | Zermatt, Valtournenche (I), Breuil-Cervinia (I) | 1620–3899    | 103          | 252          | Matterhorn ski paradise      |
| Val d’Anniviers              | Grimentz, Zinal, Vercorin, St-Luc und Chandolin | 1340–3025    | 19/9/7       | 210          | Val d’Anniviers              |
| Crans-Montana                | Crans, Barzettes, Montana, Aminona              | 1500–3000    | 7/6/6        | 72           | Crans-Montana                |
| Anzère                       | Anzère                                          | 1500–2360    | 3/5/4/1      | 58           | Anzère                       |
| Saas-Fee                     | Saas-Fee, Saas Almagell, Saas Grund             | 1550–3545    | 18/4/9       | 145          | Saas-Fee                     |
| Aletsch Arena                | Riederalp, Bettmeralp, Fiescheralp              | 1050–3118    | 1/15/8/11    | 104          | Aletsch Arena                |
| Leysin                       | Leysin, Les Mosses, La Lécherette               | 1253–2200    | 10/8/1       | 100          | Leysin                       |
| Les Diablerets               | Les Diablerets                                  | 1200–2971    | 14/11/8      | 120          | Les Diablerets               |
| Leukerbad                    | Leukerbad                                       | 1411–2610    | 2/1/3        | 50           | Leukerbad                    |
| Grächen/St.Niklaus           | Grächen                                         | 1617–2868    | 5/3/1        | 40           | Grächen/St.Niklaus           |
| Lötschental                  | Wiler (Lötschen)                                | 1403–3091    | 1/2/2        | 40           | Lötschental                  |
| Moléson-sur-Gruyères         | Moléson-sur-Gruyères                            | 1100–2002    | 2/1/2        | 30           | Moléson                      |

### Berner Oberland
| Name                | Orte im Gebiet              | Seehöhe in m | Liftanlagen1 | Pisten in km | Weblink                        |
| ------------------- | --------------------------- | ------------ | ------------ | ------------ | ------------------------------ |
| Gstaad und Umgebung | Gstaad                      | 1000–2971    | 50           | 220          | Gstaad und Umgebung            |
| Jungfrauregion      | Mürren, Wengen, Grindelwald | 943–2970     | 15/19/15     | 213          | Jungfrauregion                 |
| Adelboden-Lenk      | Adelboden, Lenk, Frutigen   | 1068–2330    | 20/12/8      | 205          | Adelboden-Lenk                 |
| Meiringen-Hasliberg | Meiringen, Hasliberg        | 602–2433     | 4/4/6        | 60           | Bergbahnen Meiringen-Hasliberg |
| Axalp               | Axalp                       | 1400–2000    | 3            | 15           | Axalp ob Brienz                |

### Zentralschweiz
| Name                   | Orte im Gebiet                 | Seehöhe in m | Liftanlagen1 | Pisten in km | Weblink                |  |
| ---------------------- | ------------------------------ | ------------ | ------------ | ------------ | ---------------------- |  |
| Gotthard Oberalp Arena | Andermatt, Sedrun (Graubünden) | 1400–2963    | 11/7/2       | 125          | Gotthard Oberalp Arena |  |
| Engelberg Titlis       | Engelberg                      | 1050–3020    | 24           | 70           | Engelberg              |  |
| Sörenberg              | Sörenberg, Flühli              | 1166–2350    | 17/2/3       | 50           | Sörenberg              |  |
| Hoch-Ybrig             | Oberiberg, Unteriberg          | 900–1938     | 6/4/1        | 50           | Ybrig                  |  |
| Stoos                  | Stoos                          | 1300–1935    | 3/3/2        | 35           | Stoos                  |  |
| Melchsee-Frutt         | Melchsee-Frutt                 | 1200–2255    | 7/4/2        | 32           | Melchsee-Frutt         |  |
| Brunni-Alpthal         | Brunni, Alpthal                | 1098–1500    | 5/0/1        | 20           | Brunni-Alpthal         |  |
| Mörlialp               | Giswil                         | 1353–1840    | 4/1/0        | 14           | Mörlialp               |  |
| Biel-Kinzig            | Altdorf, Bürglen               | 1634–1930    | 2/1/2        |              | Biel-Kinzig            |  |

### Graubünden
| Name                        | Orte im Gebiet                                                         | Seehöhe in m | Liftanlagen1 | Pisten in km | Weblink                     |
| --------------------------- | ---------------------------------------------------------------------- | ------------ | ------------ | ------------ | --------------------------- |
| Engadin - St. Moritz        | St. Moritz, Silvaplana, Sils Maria, Pontresina, Celerina, Zuoz, Maloja | 1768–3303    | 11/29/16     | ca. 130      | Engadin St. Moritz          |
| Davos Klosters Mountains    | Davos, Klosters                                                        | 814–2844     | 15/12/13     | 250          | Davos Klosters              |
| Arosa Lenzerheide           | Arosa, Lenzerheide, Valbella, Parpan, Churwalden                       | 1230–2865    | 14/18/8      | 225          | Arosa Lenzerheide           |
| Laax (Skigebiet)            | Flims, Laax, Falera                                                    | 1000–3018    | 8/9/11       | 166          | Laax                        |
| Silvretta Arena             | Samnaun, Ischgl (Österreich)                                           | 1500–2900    | 16/21/5      | 240          | Silvretta Arena             |
| Gotthard Oberalp Arena      | Sedrun, Andermatt (Uri)                                                | 1400–2963    | 6/9/5        | 125          | Gotthard Oberalp Arena      |
| Obersaxen-Mundaun           | Obersaxen, Surcuolm, Vella GR                                          | 1201–2310    | 8/9/0        | 120          | Obersaxen-Mundaun           |
| Savognin Bergbahnen         | Savognin                                                               | 1207–2713    | 6/1/2        | 70           | Savognin                    |
| Motta Naluns Scuol          | Scuol                                                                  | 1250–2800    | 3/6/2        | 70           | Scuol                       |
| Brigels-Waltensburg-Andiast | Brigels, Waltensburg, Andiast                                          | 1100–2418    | 2/4/0        | 40           | Brigels-Waltensburg-Andiast |
| Disentis                    | Disentis                                                               | 1150–2833    | 5/3/2        | 35           | Disentis                    |
| Bivio                       | Bivio                                                                  | 1769–2560    | 4/0/0        | 30           | Bivio                       |
| Grüsch-Danusa               | Grüsch                                                                 | 629–1800     | 3/1/2        | 32           | Grüsch-Danusa               |
| Splügen Tambo               | Splügen                                                                | 1480–2215    | 1/2/2        | 30           | Splügen Tambo               |
| Tschiertschen               | Tschiertschen, Praden                                                  | 1350–2400    | 2/2/0        | 27           | Bergbahnen Tschiertschen    |
| Darlux Bergün               | Bergün                                                                 | 1373–2572    | 3/2/0        | 25           | Dalux Bergün                |
| Minschuns Val Müstair       | Val Müstair / Münstertal                                               | 1600–2700    | 3/0/0        | 25           | Minschuns Val Müstair       |
| Tschappina Heinzenberg      | Tschappina, Urmein                                                     | 1550–2182    | 4/0/0        | 25           | Tschappina Heinzenberg      |
| Vals                        | Vals GR                                                                | 1280–2941    | 3/0/1        | 25           | Vals 3000                   |
| Hochwang St. Peter          | St. Peter GR, Pagig                                                    | 1480–2280    | 2/1/0        | 20           | Hochwang St. Peter          |
| Chur Brambrüesch            | Chur, Malix                                                            | 1170–2200    | 2/1/2        | 15           | Chur Brambrüesch            |
| Sarn Heinzenberg            | Sarn                                                                   | 1300–2075    | 2/1/0        | 20           | Sarn Heinzenberg            |
| Fideriser Heuberge          | Fideris                                                                | 2000–2350    | 4/0/0        | 13           | Fideriser Heuberge          |
| Feldis                      | Feldis, Rhäzüns                                                        | 1500–2000    | 0/1/1        | 5            | Bergbahnen Feldis           |
| Avers                       | Avers GR                                                               | 2000–2600    | 3/0/0        | 8            | Skilifte Avers              |
| Pany Luzein                 | Pany, Luzein                                                           | 1330–1550    | 2/0/0        | 7            | Skilift Pany                |
| San Bernardino Swiss Alps   | San Bernardino GR                                                      | 1620–1782    | > 5          | 45           |                             |
| Tenna                       | Tenna                                                                  | 1654–2104    | 1/0/0        | 4            | Solarskilift Tenna          |
| St. Antönien                | St. Antönien                                                           | 1420–1650    | 2/0/0        | 3            | Skilift Junker St. Antönien |
| Mutten                      | Mutten, Obermutten                                                     | 1700–2000    | 1/0/0        | 3            | Skilift Obermutten          |

### Ostschweiz
| Name         | Orte im Gebiet                          | Seehöhe in m | Liftanlagen1 | Pisten in km | Weblink      |
| ------------ | --------------------------------------- | ------------ | ------------ | ------------ | ------------ |
| Flumserberg  | Flumserberg, Unterterzen                | 1000–2222    | 5/8/4        | 65           | Flumserberg  |
| Chäserrugg   | Unterwasser, Alt St. Johann, Toggenburg | 900–2262     | 7/4/5        | 50           | Chäserrugg   |
| Wildhaus     | Wildhaus, Toggenburg                    | 1020–2076    | 2/3/0        | 23           | Wildhaus     |
| Pizol        | Bad Ragaz, Wangs                        | 900–2226     | 4/4/3        | 40           | Pizol        |
| Kerenzerberg | Kerenzerberg, Filzbach                  | 740–1280     | 1            | 0            | Kerenzerberg |

### Tessin
| Name            | Orte im Gebiet                | Seehöhe in m | Liftanlagen1 | Pisten in km | Weblink     |
| --------------- | ----------------------------- | ------------ | ------------ | ------------ | ----------- |
| Airolo-Pesciüm  | Airolo, Nante TI              | 1175–2255    | 5/1/2        | 30           | Airolo      |
| Bosco Gurin     | Bosco Gurin, Cevio            | 1480–2400    | 4/2/0        | 30           | Bosco Gurin |
| Carì            | Carì, Faido                   | 1650–2000    | 2/2/0        | 20           | Carì        |
| Nara            | Acquarossa, Cancorì, Leontica | 875–2153     | 5/2/0        | 30           | Nara        |
| Cardada-Cimetta | Locarno, Orselina             | 1340–1670    | 3/1/1        | 5.4          | Cardada     |

1Schlepplifte / Sessellifte / Gondeln; wenn 4 Zahlen angegeben: Teppichlifte / Schlepplifte / Sessellifte / Gondeln; wenn nur eine Zahl angegeben ist: insgesamt
2Reduziertes Angebot: Das Stamm-Skigebiet San Bernardino Alpe Confin mit 5 Anlagen und 40 km Pisten steht seit 2012 bis auf weiteres still.

## Geschlossene Skigebiete
Zahlreiche kleine Skigebiete mussten in den letzten Jahren ihren Betrieb einstellen. Es fehlten die finanziellen Mittel für die künstliche Beschneiung und für die Erneuerung der Bahnanlagen. Zu den geschlossenen Skigebieten zählen u. a.
- Ebnat-Kappel: Girlen SG[14]
- Erner Galen (Gemeinde Ernen-Mühlebach) VS
- Hungerberg (Gemeinde Obergoms-Oberwald) VS
- Chateau d’Oex VD
- Les Diablerets-Isenau VD
- Schönried-Rellerli BE
- Hospental UR[15]
- Haut du Mollendruz
- Bourg St-Bernard: Super Saint-Bernard
- Moléson-sur-Gruyères
- Cima di furggen Zermatt